# Luis Miguel González Ocque
Luis Miguel González Ocque (Caracas, 9 de agosto de  1975) es un empresario y asesor financiero venezolano con nacionalidad estadounidense, reconocido por su asociación con las multinacionales financieras Morgan Stanley, Lehman Brothers y Barclays. En 2015 fue incluido en la lista «40 Under 40» de la revista On Wall Street.

## Biografía

### Primeros años y estudios
González Ocque nació en Caracas, Venezuela el 9 de agosto de 1975. En 1997 ingresó en la Facultad de Negocios y Administración de la Universidad Lynn en Boca Ratón, Florida, donde obtuvo un título en negocios y finanzas internacionales.

### Carrera
Luego de finalizar sus estudios universitarios, en el año 2000 González Ocque se vinculó profesionalmente con la compañía estadounidense de servicios financieros Lehman Brothers, donde ejerció como jefe del equipo de administración financiera hasta su cierre en 2008. Ese mismo año fue nombrado director de Barclays Bank, subsidiaria de la compañía de servicios financieros británica Barclays PLC. Ejerció el cargo hasta 2010, año en que se vinculó como Managing Director de la multinacional financiera estadounidense Morgan Stanley, haciendo parte de un equipo de trabajo enfocado en los mercados latinoamericanos. En diciembre de 2015 fue incluido en la lista «40 Under 40» de la revista On Wall Street, que reconoce a los mejores asesores financieros en Wall Street menores de cuarenta años. González Ocque apareció en la decimotercera posición del listado.
Paralelo a su actividad como asesor financiero, el empresario ha continuado ligado a la Universidad Lynn mediante donaciones y como miembro de la Leadership Society desde 2010 y del President's Alumni Advisory Council desde el 2011. Realiza además contribuciones económicas a las instituciones médicas St. Jude Children's Research Hospital y Memorial Sloan Kettering Center en su lucha contra el cáncer.